# ホーコン・マグヌソン
ホーコン・マグヌソン・トーレスフォストレ（ノルウェー語：Håkon Magnusson Toresfostre, 古ノルド語：Hákon Magnússon Þórisfóstra, 1068年ごろ - 1095年2月）は、ノルウェー王（在位：1093年 - 1095年）。ホーコンはノルウェーの一部でしか王として認められておらず、その治世の重要性は限られていた。通常、ノルウェー王としての序数はつけられていない。

## 生涯
ホーコンはノルウェー王マグヌス2世の息子で、ハーラル3世苛烈王の孫、オーラヴ3世の甥にあたる。父マグヌス2世が死去したころに生まれ、フロンのトーレ・ポ・スタイグに育てられた。1090年、ビャルマランド（現在のロシア北部のアルハンゲリスク地域）に対するバイキング遠征にとりかかった。
叔父オーラヴ3世の死後、ホーコンはトロンハイムにおいて王位につき、一方、オーラヴ3世の息子マグヌス3世はヴィケンにおいて王となった。ホーコンはすぐにマグヌス3世と対立し、戦争は避けられないとみられた。1095年、マグヌス3世はホーコンに対する戦いの準備を行ったが、従兄弟ホーコンの立場が強力であることに驚いた。マグヌス3世がトロンハイムに来たことを知ったホーコンはドブレフィエル山脈を越えたが、旅の途中で突然死去した。その後、マグヌス3世は唯一の王としてノルウェーを支配した。また、マグヌス3世はトーレ・ポ・スタイグを捕らえ、絞首刑にした。ホーコンはトロンハイムのキリスト教会に埋葬された。